# Økologiens historie
En af de første økologer har muligvis været Aristoteles, som interesserede sig for mange dyrearter. Forfatteren Theophrastos beskrev forholdet mellem plantevæksten i en bestemt egn og de klimaforhold, som fandtes på stedet. Han blev efterfulgt af talrige naturforskere som f.eks. Buffon og Linné, hvis arbejde man sædvanligvis betragter som indledningen til den moderne økologi.

## Botanisk geografi og Alexander von Humboldt
Gennem hele det 18. og i begyndelsen af det 19. århundrede udsendte de store sømagter som Frankrig og Tyskland mange opdagelsesrejsende på verdensomspændende ekspeditioner for at man kunne udvikle søhandel med andre lande og for at finde og katalogisere nye, naturlige ressourcer. I begyndelsen af det 18. århundrede kendte man omtrent 12.000 plantearter sat i forhold til 40.000 i begyndelsen af det 19. århundrede og næsten 400.000 i dag.
Disse ekspeditioner havde ofte deltagelse af naturhistoriske forskere, heriblandt botanikere som den tyske opdagelsesrejsende Alexander von Humboldt. Humboldt bliver ofte betragtet som en forløber for økologi. Han undersøgte forholdet mellem plantearterne og klimaet, og han beskrev vegetationszoner ved at sætte dem i forhold til længdegrad og breddegrad. I 1804 beskrev han et imponerende antal arter, særligt planter, hvis geografiske udbredelse han søgte at forklare ud fra geologiske data. Et af Humboldts berømte arbejder hedder ligefrem Idé til en Plantegeografi (1805). Den danske botaniker Joakim Frederik Schouw udgav den første generelle syntese af den tidlige plantegeografi – Grundtræk til en almindelig Plantegeographie (1822). Han var inspireret af både von Humboldt og A.P. de Candolle. Senere advokerede Eugen Warming for en plantegeografi der ikke bare spurgte hvilke arter som vokser hvor, men også hvorfor, det vil sige undersøgte evolutionære tilpasninger til forskellige miljøer. Herved gjorde han sig til en af hovedfigurne i grundlæggelsen af økologi som en selvbevidst videnskabelig disciplin.
Fra midten af 1800-tallet beskrev den tyske kemiker Justus von Liebig de mineralske stoffers kredsløb, hvad der i øvrigt ledte ham til opfindelsen af kunstgødning.

## Forståelse af biocønose: Charles Darwin og Alfred Wallace
Kort før 1860 kom der et gennembrud på området med udgivelsen af Charles Darwins The Origin of Species: fra da af ophørte økologi med at være en gentagen, mekanisk model og blev til en biologisk, organisk og derfor udviklingsbaseret model.
Alfred Russel Wallace, der var Darwins samtidige og konkurrent, var den første der foreslog en "geografi" for dyrearter. Mange af samtidens forfattere indså, at arterne ikke er uafhængige af hinanden, og de grupperede dem i plantearter, dyrearter og senere i samfund af levende væsner eller biocønoser. Begrebet blev lanceret i 1877 af Karl Möbius.

## Biosfæren – Eduard Suess og Vladimir Vernadsky
I det 19. århundrede blomstrede økologien på grund af nye opdagelser i kemi, foretaget af Lavoisier og de Saussure, særligt vedrørende kvælstofkredsløbet. Ud fra en erkendelse af den kendsgerning, at livet kun udviklede sig inden for de snævre rammer, som afgrænser atmosfæren, hydrosfæren og lithosfæren, foreslog den østrigske geolog Eduard Suess begrebet biosfære i 1875. Suess foreslog navnet biosfære for de betingelser, der fremmer liv, som f.eks. dem, der findes på Jorden, og som omfatter flora, fauna, mineraler, stofkredsløb osv.
I 1908 brugte den tyske zoolog F.D. Ahl for første gang betegnelsen biotop om et levested, og i 1917 var det den amerikanske biolog J. Grinell, der anvendte udtrykket niche om en arts livsbetingelser.
I 1920'erne lykkedes det Vladimir I. Vernadsky, en russisk geolog, der var hoppet af til Frankrig, at forklare biosfæren i detaljer i sit arbejde Biosfæren (1926), og han beskrev de grundlæggende principper i de biogeokemiske kredsløb. På den måde omdefinerede han biosfære som summen af alle økosystemer.
De første økologiske skader blev beskrevet i det 18. århundrede, da den voksende mængde af kolonier blev årsag til, at skovene blev fældet. Siden det 19. århundrede med den industrielle revolution, er bekymringerne vokset over den virkning, som menneskers aktivitet har på miljøet. Betegnelsen økolog har været brugt siden slutningen af det 19. århundrede.

## Økosystembegrebet og Arthur Tansley
I løbet af det 19. århundrede forenedes botanisk og zoologisk geografi i grundlaget for biogeografien. Den behandler arternes habitater, og bliver derfor ofte forvekslet med økologi, selv om den udelukkende søger at forklare grundene til, at en bestemt art findes på et givet sted.
I 1934 opstillede den russiske biolog G. F. Gausse én af økologiens grundsætninger: To forskellige arter kan ikke eksistere i samme niche på samme tid. Hvis de havner samme sted, vil den ene udkonkurrere den anden.
I 1935 var det Arthur Tansley, den britiske økolog, der skabte begrebetøkosystem: Det gensidige system, der opstår mellem biocønosen (gruppen af levende væsner) og deres biotop (det miljø, de lever i). Økologi blev altså videnskaben om økosystemerne.

## James Lovelock og Gaia-hypotesen
Efter 2. verdenskrig, har underdisciplinen humanøkologi, der drejer sig om menneskehedens placering og rolle på Jorden, beskæftiget sig med de nye farer og problemer, som opstår med kerneenergi industrialisering, forurening, de begrænsede ressourcer og den eksponentielle vækst i befolkningstallet.
Visionen om "Gaïa" er tidstypisk, og den blev fremsat af James Lovelock i hans bog The Earth is Alive, der ser Jorden som én enkelt, levende organisme, kaldet Gaia efter den kvindelige græske jordgud. Gaia-teorien er kontroversiel, men den har øget offentlighedens interesse for økologi. Nogen har taget det synspunkt til sig, at deres "moder Jord ,Gaia, er ved at blive syg på grund af menneskene og deres gerninger". Fra et videnskabeligt synspunkt er teorien i overensstemmelse med den nyere opfattelse af økologi som et globalt overblik over biosfæren og biodiversiteten.

## Humanøkologi
Humanøkologi blev grundlagt i 1920'erne ud fra undersøgelser i Chicago over successionen hos bevoksninger. Den blev et særskilt feltstudium i løbet af 1970'erne. Dette markerede den første anerkendelse af, at menneskeheden, som har koloniseret alle kontinenterne, er en tungtvejende økologisk faktor. Mennesker omformer miljøet i stor stil gennem byggemodning af levestederne (se byplanlægning), gennem intensivt fiskeri og gennem jordbrug og industrielle tiltag. Humanøkologien begyndte som et feltstudium med deltagelse af antropologer, arkitekter, biologer, byplanlæggere, demografer, ergonomer, etnologer, læger og økologer.
Humanøkologi er den gren af økologien, der undersøger menneskeheden som art, dens organiserede aktiviteter og dens miljø. Ud fra dette grundlag udviklede miljøbevægelsen sig, en filosofi, der drejer sig om økologiens anvendelse på menneskelige samfund. Ligeledes opstod politisk økologi også i 1920'erne. Den beskæftiger sig med at overføre den økologiske videnskab til administration og styring af bysamfund.

## Global økologi
I 1971 indledte UNESCO et forskningsprogram, der hed Man and Biosphere. Det havde til formål at øge vores viden om det gensidige forhold mellem mennesker og natur. Nogle få år senere mundede det ud i en definition af begrebet biosfærereservat.
I 1972 afholdt FN i Stockholm den første internationale konference om det meneskelige miljø. Konferencen blev startstedet for udtrykket "Tænk globalt – handl lokalt". De næste større begivenheder i økologi blev udviklingen i løbet af 1980'erne af begrebet biosfære og de nye udtryk "biologisk diversitet" eller mere almindeligt: biodiversitet. Disse begreber blev sat i system under verdenstopmødet i Rio de Janeiro i 1992, hvor de store internationale organisationer godkendte begrebet biosfære, og hvor farerne ved en reduktion af biodiversiteten blev offentligt anerkendt.
Under Kyotokonferencen i 1997 indså man på internationalt plan de farer, som biosfæren står over for. I særdeleshed understregede konferencen den forøgede fare fra drivhuseffekten, som stammer fra den øgede koncentration af drivhusgasser i de høje lag af atmosfæren, hvad der vil medføre klimaændringer. I Kyoto indså de fleste af verdens nationer vigtigheden af at se på økologi ud fra et globalt synspunkt og af at medregne menneskers virkning på Jordens miljø.